# José González (futbolista panameño)
Jose González (Colón, Provincia de Colón, Panamá, 5 de mayo de 1991) es un futbolista panameño. Juega como interior izquierdo y su equipo actual es el Club Deportivo Árabe Unido de la Liga Panameña de Fútbol. Fue nombrado el mejor jugador de la Liga Panameña de Fútbol el 2013.

## Selección nacional

### Participaciones en selección nacional
| Copa                      | Sede   | Resultado  | Partidos | Goles |
| ------------------------- | ------ | ---------- | -------- | ----- |
| Copa Centroamericana 2017 | Panamá | Subcampeón | 2        | 0     |

## Clubes
| Club           | País     | Año           |
| -------------- | -------- | ------------- |
| Árabe Unido    | Panamá   | 2010-2013     |
| Uniautónoma    | Colombia | 2014          |
| Árabe Unido    | Panamá   | 2014-2017     |
| Unión Comercio | Perú     | 2018          |
| Árabe Unido    | Panamá   | 2018-2019     |
| Árabe Unido    | Panamá   | 2023-presente |

## Campeonatos nacionales
| Título            | Club        | País   | Año  |
| ----------------- | ----------- | ------ | ---- |
| LPF Apertura 2012 | Árabe Unido | Panamá | 2012 |
| LPF Clausura 2015 | Árabe Unido | Panamá | 2015 |
| LPF Apertura 2015 | Árabe Unido | Panamá | 2015 |
| LPF Apertura 2016 | Árabe Unido | Panamá | 2016 |